# Nemanja Ilić

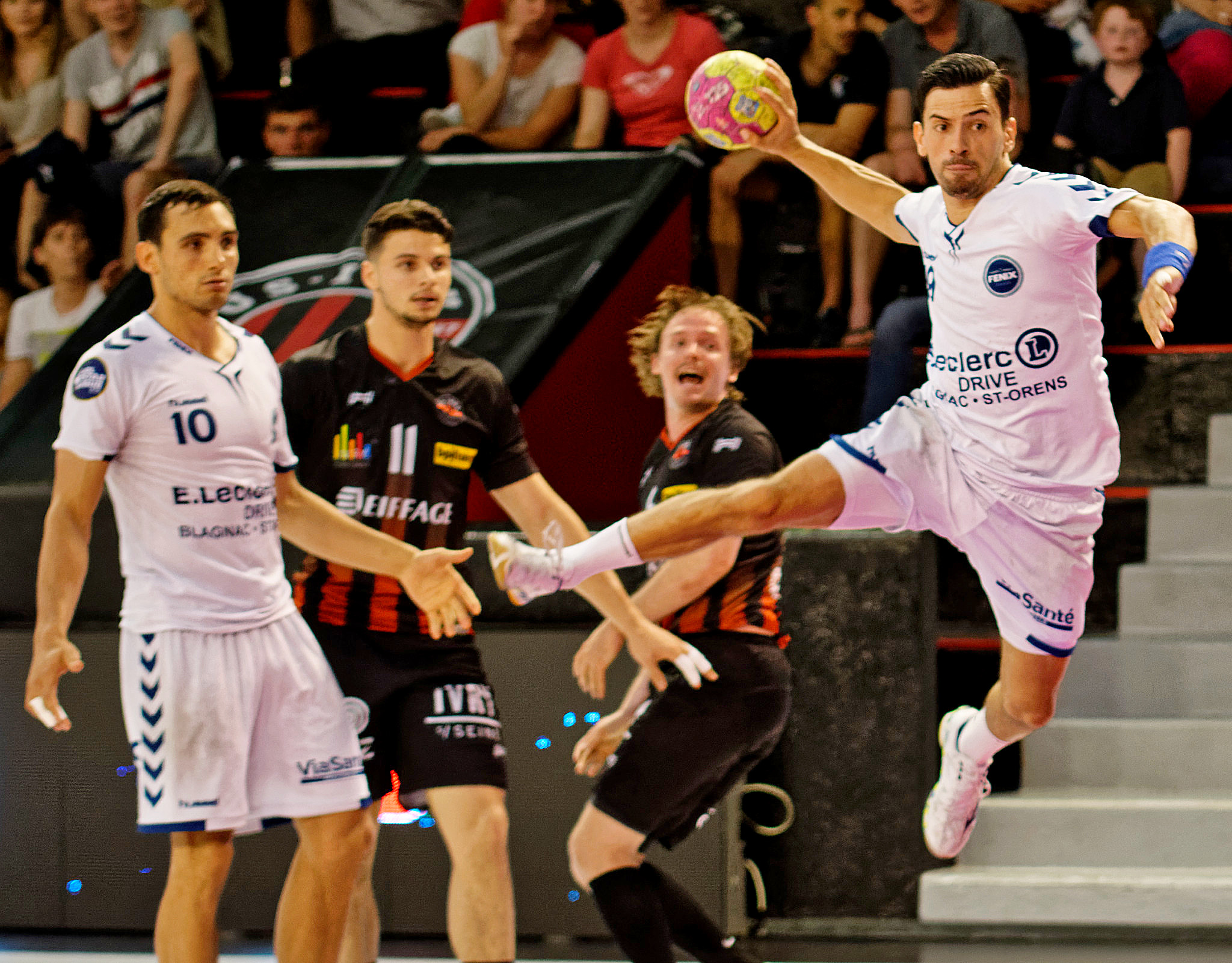
Nemanja Ilić au tir avec Toulouse en mai 2017.

Nemanja Ilić, né le 11 mai 1990 à Belgrade, est un joueur de handball serbe évoluant au poste d'ailier gauche. Il évolue depuis 2013 au sein du Fenix Toulouse Handball. Il est le frère de Vanja Ilić, aussi handballeur professionnel. 

## Biographie
Formé au Partizan Belgrade, il rejoint en 2013 le Fenix Toulouse Handball. Figurant sans discontinuer dans le Top 10 des buteurs de la D1, il devient le capitaine du club toulousain. Sous contrat avec le club haut-garonnais jusqu'en 2021, il est prêté en février 2019 au FC Barcelone jusqu'à la fin de la saison pour pallier l’absence du Danois Casper Ulrich Mortensen qui s’est blessé au Mondial,

## Palmarès

### En club
- Vainqueur du Championnat de Serbie (2) : 2011, 2012
  - Vice-champion en 2013
- Vainqueur de la Coupe de Serbie (2) : 2012, 2013
- Finaliste de la Coupe de la Ligue en 2015 et 2018
- Demi-finaliste de la Coupe de France en 2011

### En équipe nationale
- 18e place au Championnat du monde junior 2011
- 10e place au Championnat du monde 2013
- 13e place au Championnat d'Europe 2014
- 12e place au Championnat d'Europe 2018
- 18e place au Championnat du monde 2019
- 20e place au Championnat d'Europe 2020
- 14e place au Championnat d'Europe 2022
- 11e place au Championnat du monde 2023
- 19e place au Championnat d'Europe 2024

### Distinctions individuelles
- meilleur buteur du Championnat de France en 2023
- élu meilleur ailier gauche du Championnat de France en 2023 et 2024